# Cezary Jędrzycki
Cezary Wiesław Jędrzycki (ur. 23 stycznia 1969 w Warszawie) – polski wioślarz, olimpijczyk z Barcelony 1992. Zawodnik AZS-AWF Warszawa.

## Kariera
Uczestnik mistrzostw świata w roku 1993 podczas których wystartował w czwórce ze sternikiem (partnerami byli: Mariusz Arcichowski, Arkadiusz Nowak, Grzegorz Pietura, Michał Cieślak (sternik)). Polska osada zajęła 6. miejsce.
Na igrzyskach w Barcelonie wystartował w czwórce podwójnej (partnerami byli: Piotr Bujnarowski, Marek Gawkowski, Jarosław Janowski). Polska osada zajęła 11. miejsce.
Dwukrotny złoty medalista akademickich mistrzostw świata w 1992 roku w Poznaniu na dystansie 500 metrów i 2000 metrów.